# 洋际乡
洋际乡，是中华人民共和国湖南省郴州市安仁县下辖的一个乡镇级行政单位。

## 行政区划
洋际乡下辖以下地区：
青山村、桐江村、沅山村、宜阳村、高峰村、茅坪村、新市村、白泥村、洋际村和介背村。